# Evgeniy Sharonov
Evgeniy Sharonov (en russe : Евгений Константинович Шаро́нов), né le 11 décembre 1958 dans l'oblast de Nijni Novgorod, est un joueur de water-polo international soviétique.

## Biographie
Il est inscrit sur la liste des membres de l'International Swimming Hall of Fame.

## Palmarès

### En sélection
| - Union soviétique - Jeux olympiques : - Médaille d'or : 1980. - Médaille de bronze : 1988. - Championnat du monde : - Vainqueur : 1982. - Troisième : 1986. - Coupe du monde : - Vainqueur : 1981 et 1983. - Finaliste : 1987 - Championnat d'Europe : - Vainqueur : 1983, 1985 et 1987. - Finaliste : 1981. |  | - Équipe unifiée - Jeux olympiques : - Médaille de bronze : 1992. |